# Juan Ramírez de Lucas
Pour les articles homonymes, voir Ramírez et Lucas.
Juan Ramírez de Lucas, né à Albacete en 1917 et mort à Madrid en 2010 est un écrivain, journaliste et critique d'art espagnol. Il était le compagnon de Federico García Lorca.

## Carrière
Passionné par l'art populaire, Juan Ramírez de Lucas est, de nombreuses années durant, critique d'art dans la revue Arquitectura de Madrid, et critique d'architecture du quotidien ABC et de la revue Arte y Cemento publiée à Bilbao.

## Publications
Spécialiste de l'architecture, Juan Ramírez de Lucas publie plusieurs livres sur ce thème, dont :
- Jardín de Cactus de Lanzarote
- Premios de Europa Nostra para España
- Arte popular (prix du meilleur livre 1976 en Espagne), témoignage de sa passion pour ces œuvres d'art.

## Prix et récompenses
Juan Ramírez de Lucas obtient le prix du Colegio de Arquitectos de Madrid et de la Biennale d'Architecture de Sofia (Bulgarie). En 1986, le Consejo Superior de los Colegios de Arquitectos de España (en) le nomme Colegiado d'Honneur.

## Vie privée
Dans sa jeunesse, il est le compagnon du poète Federico García Lorca assassiné par les nationalistes pendant la guerre d'Espagne en 1936. Le couple se rencontre alors dans le Madrid de la République. Le poète de Grenade l'appelait "Le blond d'Albacete" (en espagnol : "el Rubio de Albacete"), lui inspirant, d'après certains universitaires, le poème Sonetos del amor oscuro (« Sonnets de l’amour obscur »), publié pour la première fois sous la Transition démocratique.
Juan Ramírez de Lucas est considéré comme le destinataire de la dernière lettre de Lorca, le 18 juillet 1936. Face à la menace des troupes fascistes, le couple aurait envisagé alors de s'exiler au Mexique,. Sous la menace de l'Espagne franquiste, il garde la relation secrète pendant plusieurs décennies, jusqu'au retour de la démocratie en Espagne.

## Postérité
- 2015 : la vie du couple d'écrivains est l'inspiration principale du spectacle que que l'artiste andalou David Morales présente au Carnegie Hall de New York en 2015, avec l'artiste Miguel Poveda[9].

## Voir également
- Museo de Arte Popular
- Agustín Penón
- Sonetos del amor oscuro